# Arçay (Cher)
Arçay ist eine französische Gemeinde mit 488 Einwohnern (Stand: 1. Januar 2022) im Département Cher in der Region Centre-Val de Loire. Sie gehört zum Arrondissement Bourges und zum Kanton Trouy. Die Einwohner werden Arcéens genannt.

## Geographie
Arçay liegt etwa 15 Kilometer südsüdwestlich von Bourges in Zentralfrankreich. Umgeben wird Arçay von den Nachbargemeinden Le Subdray im Nordwesten und Norden, Trouy im Norden und Nordosten, Lissay-Lochy im Osten, Levet im Südosten, Corquoy im Süden, Lapan im Südwesten sowie Saint-Caprais im Westen.

## Bevölkerungsentwicklung
| Jahr                       | 1962 | 1968 | 1975 | 1982 | 1990 | 1999 | 2006 | 2019 |
| Einwohner                  | 267  | 258  | 222  | 337  | 378  | 377  | 458  | 500  |
| Quellen: Cassini und INSEE |      |      |      |      |      |      |      |      |

## Sehenswürdigkeiten

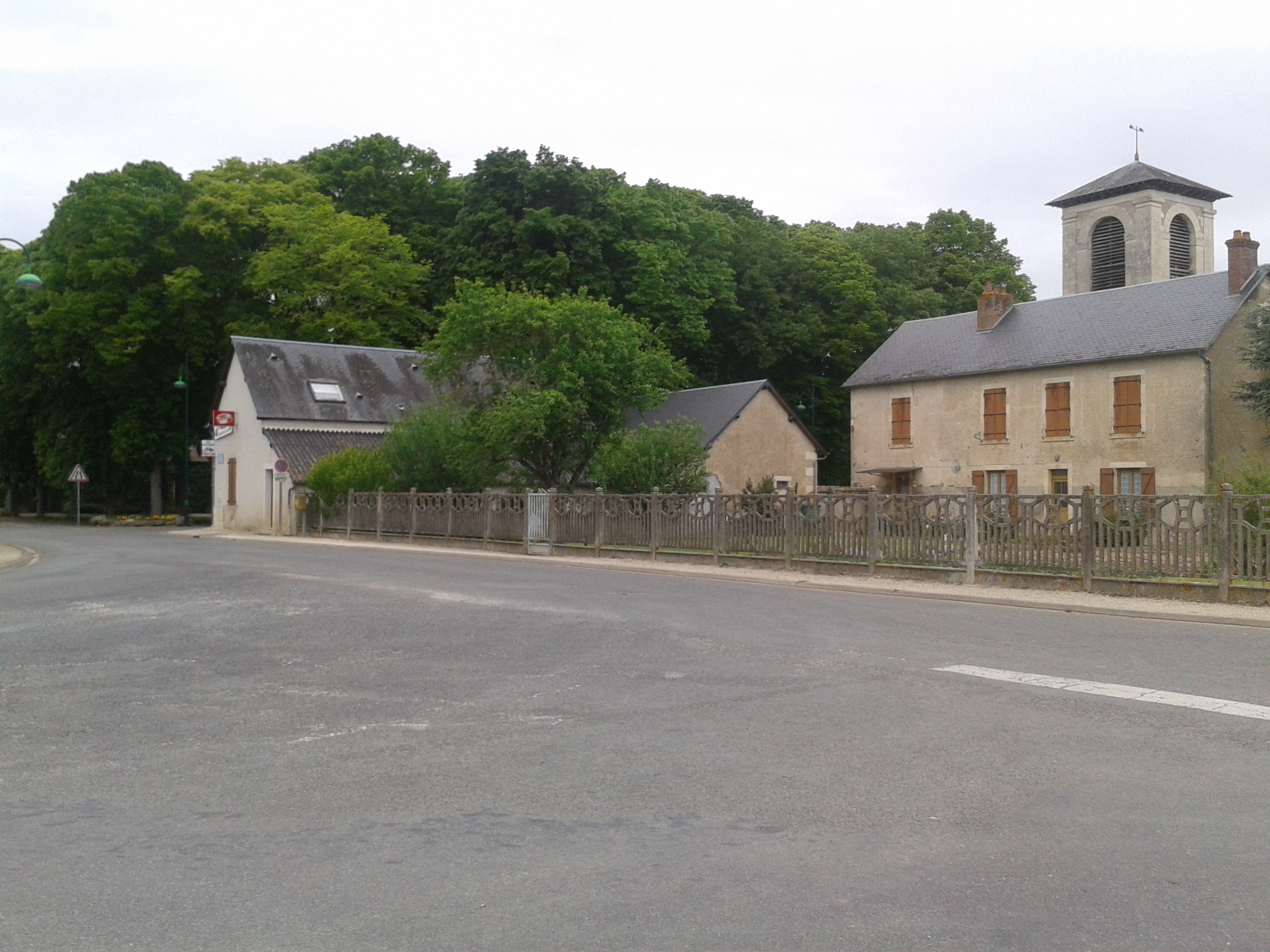
Kirche Saint-Sylvain

- Kirche Saint-Sylvain